# Aljaksej Januscheuski

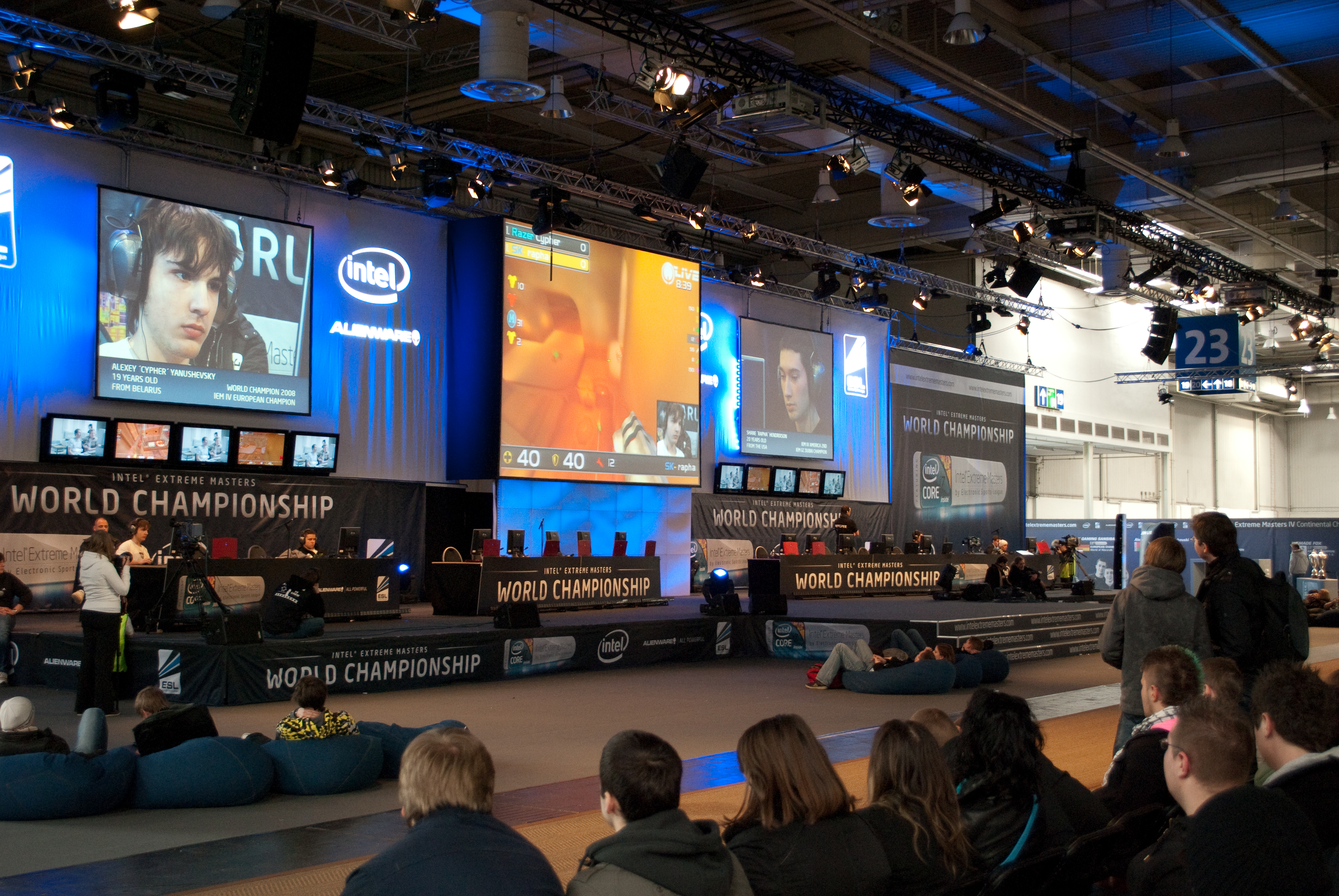
Cypher (links) beim Intel Extreme Masters 2010 auf der Cebit in Hannover

Aljaksej „Cypher“ Januscheuski (belarussisch Аляксей Янушэўскі, russisch Алексей Янушевский/Alexei Januschewski; * 1. Juni 1990) ist ein belarussischer E-Sportler in der Disziplin Quake. Im Laufe seiner Karriere hat Cypher mehr als 200.000 $ Preisgeld gewonnen.

## Karriere
Im Jahr 2006 wurde der damals 16-Jährige erstmals einem breiten Publikum bekannt. Auf seiner ersten internationalen Quake-4-Meisterschaft, dem Electronic Sports World Cup, belegte er den zweiten Platz hinter Michael „winz“ Bignet. Daraufhin unterschrieb er einen Vertrag bei RAW-Gaming, der später von fnatic aufgekauft wurde. Am 12. Juli 2008 wechselte er zu Serious Gaming, wo er bis April 2012 unter Vertrag war. Er erzielte weitere Erfolge, beispielsweise den ersten Platz auf dem ESWC 2008, der QuakeCon 2010 und auf der DreamHack Winter 2011.
Im Juni 2012 war er Teil eines neuen ShootMania-Teams bei der französischen Organisation Millenium. Er wechselte jedoch kurze Zeit später wieder zu Quake und feierte dort weitere Erfolge, etwa den Sieg auf der QuakeCon 2012 und DreamHack Winter 2013.
Seit Juni 2016 wechselte er zum Blizzard Team-Shooter Overwatch. Zusammen mit dem ebenfalls aus Quake bekannten Cooller war er zusammen für ANOX aktiv, größere Erfolge bleiben jedoch aus. Mit der Veröffentlichung von Quake Champions im Jahr 2017 fokussiert sich seine Karriere wieder auf Arena-FPS-Shooter.

## Teams
- fnatic (Aug. 2006 – Juli 2008)
- Serious Gaming (Juli 2008 – Apr. 2012)
- Millenium (Juni 2012 – Mitte-Ende 2012)
- Titan eSports (2013 – 2014)
- ANOX (2016)[8]
- Virtus.pro (Juni 2016 – Juni 2017)
- Natus Vincere (Apr. 2019 – Sep. 2021)

## Erfolge (Auszug)
- Electronic Sports World Cup 2006: 2. Platz
- QuakeCon 2008: 1. Platz
- Electronic Sports World Cup 2008: 1. Platz
- IEM Season IV 2009/10 – European Championship: 1. Platz
- IEM Season IV 2009/10 – World Championship: 4. Platz
- QuakeCon 2010: 1. Platz
- DreamHack Winter 2010: 1. Platz
- DreamHack Summer 2011: 1. Platz
- DreamHack Winter 2011: 1. Platz
- DreamHack Summer 2012: 2. Platz
- QuakeCon 2012: 1. Platz
- DreamHack Winter 2013: 1. Platz
- QuakeCon 2014: 1. Platz